# Ameba TV
Amebaとは独立系の会員制ストリーミングビデオ（IP放送）サービスで、ウェブや携帯端末、タブレット、スマートテレビ、ゲーム機などネット接続されているスマートデバイスで子供向けの教育テレビ番組、アニメ、音楽ビデオを配信している。運営会社は2007年に設立していて、カナダのマニトバ州ウィニペグに本社を置いている。アメリカ合衆国とカナダで無料の広告付ビデオオンデマンドと会員制ビデオオンデマンドを展開している。
児童オンラインプライバシー保護法を遵守しており主に英語の子供向けコンテンツを配信している。
日本のサイバーエージェントが自社のインターネットテレビサービスであるAbemaTVを自社ブランド名に合わせた「AmebaTV」としなかった理由はAmeba TVとの名称重複を避けるためだったとされている。

## 対応プラットフォーム
以下の映像プラットフォームに対応している。
- 公式サイト
- Amazon Prime Channel[5]
- Amazon Fire TV
- TiVO (スタンドアローンおよびケーブルボックス)
- Xbox 360[6]
- Rokuメディアストリーマー[7]
- Google TV[8]
- LGE Smart TV、LGE 3D Blu-rayプレーヤー、LGE Smart TV Upgraders.[9]
- iPad、iPod touch、iPhoneといったiOS端末[10]
- Androidタブレットとスマートフォン[11]
- Chromecast[12]